# Руска националсоциалистическа партия
Руска националсоциалистическа партия (РНСП) (на руски: Русская Национальная Социалистическая Партия) е неонацистка политическа партия в Русия.

## Начало
Партията се формира от последователите на Константин Касимовски, водещ член на Памят малко след рухването на Съветския съюз. Той се отделя от Националния патриотичен фронт, ръководен от Памят, през 1992 г. и през следващата година формира собствена партия - Руски национален съюз. Тази партия отново се появява като РНСП около 1999 г., след като Касимовски закрива Руския национален съюз и започва да се отдалечава от акцента, поставен от тази група върху руската православна църква. Въпреки намаляването на влиянието върху религията, програмата на партията посочва православното християнство като един от четирите си основни идеологически принципа, а останалите са силна държава, агресивен руски национализъм и не-марксистки социализъм. Символът на партията е Лабарум на Константин Велики и от 1999 г. насам публикува вестник Правое Сопротивление, който е наследник на по-ранния „Щурмовик“.

## Обезглавявания
На 15 август 2007 г. Виктор Милков, 23-годишен студент в Държавния технологичен университет на Майкоп в Адигея, е арестуван за разпространение в интернет на видео, озаглавено „Екзекуция на Таджик и Дагестанец“, което показва убийството на двама неетнически руснаци от група, наречена „Националсоциалистическа партия на Русия“.
По-късно се разкрива, че една от жертвите е 24-годишният Шамил Одаманов от региона с предимно мюсюлмани Дагестан. Другия убит - таджикът никога не е идентифициран. През 2008 г. 20-годишният Салахетен Азизов от Таджикистан е нападнат, докато минава през изоставен район на Южна Москва. 20-годишният пазарен работник от Таджикистан е намушкан и след това обезглавен. Група, наречена „Военна организация на руските националисти“, поема отговорността за убийството и изисква по-строги имиграционни закони. Снимка на отрязаната глава на Азизов е изпратена до Сова. Двамата мъже могат да бъдат чути, казвайки: „Бяхме арестувани от руските националсоциалисти“ преди Одаманов да бъде обезглавен, а другият да бъде застрелян в главата от двама маскирани мъже, облечени в бойни униформи.
Първоначално руският министър на вътрешните работи предполага, че видеото е фалшиво, но прокурорите в крайна сметка признават, че е автентично.